# Емануель Регу
Емануель Регу  (порт. Emanuel Rego, 15 квітня 1973) — бразильський пляжний_волейболіст, олімпійський чемпіон.

## Виступи на Олімпіадах
| Олімпіада    | Дисципліна       | Місце |
| ------------ | ---------------- | ----- |
| Атланта 1996 | пляжний волейбол | =9    |
| Сідней 2000  | пляжний волейбол | =9    |
| Афіни 2004   | пляжний волейбол | 1     |
| Пекін 2008   | пляжний волейбол | 3     |
| Лондон 2012  | пляжний волейбол | 2     |